# Jüdisches Museum Berlin
Het Jüdisches Museum Berlin, het Joodse Museum Berlijn, is het grootste Joodse museum in Europa. Het museum, dat geopend werd in september 2001, is gevestigd in de Lindenstraße in de Berlijnse wijk Kreuzberg. Het bestaat uit twee ondergronds verbonden gebouwen: het oude gebouw van het barokke Kollegienhaus (voorheen Kammergericht) en het zigzagvormige nieuwe gebouw ontworpen door de Amerikaanse architect Daniel Libeskind. Er wordt wel gezegd dat Libeskind het gebouw eruit heeft willen laten zien als een gebroken davidster, maar daaraan wordt getwijfeld. Aan de andere kant van de Lindenstraße werd in 2011 de Academie van het Joodse Museum gebouwd in de voormalige markthal voor bloemen, ook volgens een ontwerp van Libeskind. In de academie bevinden zich het archief, de bibliotheek, het museumonderwijs, de tuin van de Diaspora en een evenementenhal. De bedoeling van dit Joodse museum is de bezoekers te laten nadenken over antisemitisme en Jodenvervolging.